# A magyar labdarúgó-válogatott 2015. október 11-i mérkőzése
A magyar labdarúgó-válogatott Európa-bajnoki selejtezője Görögország ellen, 2015. október 11-én. Ez volt a magyar labdarúgó-válogatott 900. hivatalos mérkőzése és a két válogatott egymás elleni 19. összecsapása. A találkozót 4–3 arányban a görög válogatott nyerte meg.

## Előzmények
A magyar labdarúgó-válogatottnak a görög labdarúgó-válogatott elleni volt a hetedik mérkőzése a 2015-ös esztendőben. Az elsőre március 29-én került sor Budapesten Görögország ellen (Eb-selejtező, 0–0), a másodikra június 5-én Debrecenben a Nagyerdei stadionban Litvánia ellen (barátságos, 4–0), a harmadikra június 13-án Helsinkiben, Finnország ellen, szintén Európa-bajnoki selejtező keretében, melynek 1–0 lett a végeredménye a magyar válogatott javára. Szeptember elején volt a negyedik Románia ellen Budapesten, melynek gól nélküli döntetlen lett a végeredménye (Eb-selejtező, 0–0). Három nappal később került sor szintén Eb-selejtező keretében a sorrendben ötödik mérkőzésre Észak-Írország válogatottja Belfastban, melynek 1–1 lett a végeredménye. Három nappal a mérkőzés előtt került sor a hatodik összecsapásra szintén Eb-selejtező keretében Feröer válogatottja ellen Budapesten, a Groupama Arénában, melyet 2–1-re a magyarok nyertek meg Böde Dániel két góljával.
A két ország válogatottja legutóbb 2015 márciusában találkozott egymással a 2016-os Eb-selejtező 5. fordulójában, 2015. március 29-én Budapesten, a Groupama Arénában, mely gól nélküli döntetlennel ért véget.

### Legnagyobb magyar győzelem
A legnagyobb különbségű magyar győzelem még az 1930-as években történt, egészen pontosan 1938. március 25-én, amely egyébként a két válogatott első hivatalos összecsapása volt egymás ellen. A hazai pályán megvívott világbajnoki selejtező végeredménye 11–1 lett a magyarok javára, a gólokból öttel is kivette részét a korszak nagy gólvágója, Zsengellér Gyula, hármat vágott be az ellenfélnek Nemes József, valamint kettőt Titkos Pál és egyet Vincze Jenő.

### Legtöbb magyar gólt szerző játékosok
A görögök elleni összes mérkőzést figyelembe véve, a legtöbb magyar gólt szerző játékosok a következők: Zsengellér Gyula 5 (és ezt mindet egyetlen mérkőzésen szerezte), Nemes József (szintén egyetlen találkozón), valamint Nyilasi Tibor és Titkos Pál 2–2 találattal.

### A selejtezőcsoport állása
A találkozó előtt a selejtezőcsoportban kilenc mérkőzést játszott minden csapat. Ellenfelünk a csoport utolsó helyén állt 3 ponttal és a mérkőzés kimenetelétől függetlenül már ott is zárja a selejtezőt, így a magyarok számára már tét nélküli az összecsapás. A magyar válogatott a 3. helyen állt 16 ponttal. A csoport élén 20 ponttal az északír válogatott állt, mögöttük a 2. helyen a románok 17 ponttal követték őket.
A magyar válogatott a mérkőzés eredményétől függetlenül, legrosszabb esetben is a harmadik helyen végzett. Az Eb kiírása szerint a csoportok két első helyezettje mellett a legjobb csoportharmadik juthatott ki az Európa-bajnokságra közvetlenül, a többi csoportharmadiknak pótselejtezőt kellett játszania. Magyarország még közvetlenül is kijuthatott volna az Európa-bajnokságra. A csoportmásodik hely eléréséhez magyar győzelem, illetve a Feröer–Románia mérkőzésen a románok pontvesztése lett volna szükséges. A találkozó előtt a magyar válogatott a csoportharmadikok rangsorában az első helyen állt. Olyan variáció is előfordulhatott a hátralévő mérkőzéseken, amely szerint Magyarország lett volna a legjobb csoportharmadik, ez is automatikus kijutást érhetett volna.

## Helyszín
A Karaiszkákisz Stadion Pireusz városában található, Görögországban. A stadion az Olimbiakósz nevezetű helyi csapat illetve a Görög labdarúgó-válogatott otthonául szolgál. A stadion eredetileg az 1896. évi nyári olimpiai játékokra épült, majd az 1960-as években felújították. A 2004. évi athéni olimpiai játékokra teljesen átépítették. Befogadóképessége 32 115 fő számára biztosított, amely mind ülőhely.

## Keretek
megjegyzés: A táblázatokban szereplő adatok a mérkőzés előtti állapotnak megfelelőek.
Bernd Storck, a magyar labdarúgó-válogatott szövetségi kapitánya október 5-én hirdette ki 25 fős válogatott keretét a feröeri és a görög találkozóra, ám Predrag Bošnjak a Szombathelyi Haladás egyszeres válogatott védője sérülés miatt már a csapat edzőtáborában sem tudott megjelenni és a válogatott kapitánya senkit sem hívott be a helyére. Kimaradt a legutóbbi keretből Botka Endre a Budapest Honvéd FC 21 éves védője, Stieber Zoltán a Hamburger SV és Szalai Ádám az 1899 Hoffenheim csatára. Bekerült a keretbe Osváth Attila a Vasas SC 19 éves védője, és két év kihagyás után ismét a keret tagja Böde Dániel a Ferencvárosi TC csatára, aki jelenleg toronymagasan vezeti a bajnokság góllövőlistáját.
| Magyarország                      | Magyarország      | Magyarország                     | Magyarország | Magyarország | Magyarország           | Magyarország                         |
| Poszt                             | Név               | Születési idő és életkor         | Vál.         | Gól          | Klub                   | Utolsó válogatottság                 |
| --------------------------------- | ----------------- | -------------------------------- | ------------ | ------------ | ---------------------- | ------------------------------------ |
| K                                 | Bogdán Ádám       | 1987. szeptember 27. (28 évesen) | 19           | 0            | Liverpool FC           | 2014. 03. 05-én Finnország ellen     |
| K                                 | Dibusz Dénes      | 1990. november 16. (24 évesen)   | 3            | 0            | Ferencvárosi TC        | 2015. 06. 05-én Litvánia ellen       |
| K                                 | Király Gábor      | 1976. április 1. (39 évesen)     | 98           | 0            | Szombathelyi Haladás   | 2015. 10. 08-án Feröer ellen         |
| V                                 | Predrag Bošnjak   | 1985. november 13. (29 évesen)   | 1            | 0            | Szombathelyi Haladás   | 2014. 06. 04-én Albánia ellen        |
| V                                 | Guzmics Richárd   | 1987. április 16. (28 évesen)    | 10           | 1            | Wisła Kraków           | 2015. 10. 08-án Feröer ellen         |
| V                                 | Fiola Attila      | 1990. február 17. (25 évesen)    | 9            | 0            | Puskás Akadémia        | 2015. 10. 08-án Feröer ellen         |
| V                                 | Juhász Roland     | 1983. július 1. (32 évesen)      | 88           | 6            | Videoton FC            | 2015. 10. 08-án Feröer ellen         |
| V                                 | Kádár Tamás       | 1990. március 14. (25 évesen)    | 25           | 0            | Lech Poznań            | 2015. 10. 08-án Feröer ellen         |
| V                                 | Lang Ádám         | 1993. január 17. (22 évesen)     | 4            | 0            | Videoton               | 2014. 11. 14-én Finnország ellen     |
| V                                 | Leandro           | 1982. március 19. (33 évesen)    | 15           | 0            | Ferencvárosi TC        | 2015. 09. 07-én Észak-Írország ellen |
| V                                 | Osváth Attila     | 1995. december 10. (19 évesen)   | 0            | 0            | Vasas SC               | —                                    |
| V                                 | Vanczák Vilmos    | 1983. június 20. (32 évesen)     | 79           | 4            | FC Sion                | 2015. 09. 07-én Észak-Írország ellen |
| KP                                | Elek Ákos         | 1988. július 21. (27 évesen)     | 34           | 1            | Csangcsun Jataj        | 2015. 09. 07-én Észak-Írország ellen |
| KP                                | Gera Zoltán       | 1979. április 22. (36 évesen)    | 84           | 24           | Ferencvárosi TC        | 2015. 10. 08-án Feröer ellen         |
| KP                                | Kalmár Zsolt      | 1995. június 9. (20 évesen)      | 6            | 0            | RB Leipzig             | 2015. 09. 07-én Észak-Írország ellen |
| KP                                | Márkvárt Dávid    | 1994. szeptember 20. (21 évesen) | 0            | 0            | Puskás Akadémia        | –                                    |
| KP                                | Nagy Ádám         | 1995. június 12. (20 évesen)     | 2            | 0            | Ferencvárosi TC        | 2015. 10. 08-án Feröer ellen         |
| KP                                | Bódi Ádám         | 1990. október 18. (24 évesen)    | 1            | 0            | Debreceni VSC          | 2015. 10. 08-án Feröer ellen         |
| KP                                | Tőzsér Dániel     | 1985. május 12. (30 évesen)      | 31           | 1            | Queens Park Rangers FC | 2015. 10. 08-án Feröer ellen         |
| CS                                | Böde Dániel       | 1986. október 24. (28 évesen)    | 8            | 4            | Ferencvárosi TC        | 2015. 10. 08-án Feröer ellen         |
| CS                                | Dzsudzsák Balázs  | 1986. december 23. (28 évesen)   | 72           | 16           | Gyinamo Moszkva        | 2015. 10. 08-án Feröer ellen         |
| CS                                | Németh Krisztián  | 1989. január 5. (26 évesen)      | 20           | 1            | Sporting Kansas City   | 2015. 10. 08-án Feröer ellen         |
| CS                                | Nikolics Nemanja  | 1987. december 31. (27 évesen)   | 15           | 3            | Legia Warszawa         | 2015. 10. 08-án Feröer ellen         |
| CS                                | Priskin Tamás     | 1986. szeptember 27. (29 évesen) | 50           | 16           | Slovan Bratislava      | 2015. 10. 08-án Feröer ellen         |
| CS                                | Lovrencsics Gergő | 1988. szeptember 1. (27 évesen)  | 8            | 0            | Lech Poznań            | 2014. 11. 18-án Oroszország ellen    |
| Szövetségi kapitány: Bernd Storck |                   |                                  |              |              |                        |                                      |

## A mérkőzés
| 2015. október 11. 18.00 (CEST) |

| Görögország                                                                 | 4 – 3               | Magyarország                                                                |
| --------------------------------------------------------------------------- | ------------------- | --------------------------------------------------------------------------- |
| Sztafilidisz 5' Tahcídisz 57' Mítroglu 79' Koné 86' Holévasz 43' Mórasz 44' | (1 – 1) Jegyzőkönyv | 26' Lovrencsics 55' 75' 45+2' Németh 36' Juhász 42' Elek 78' Böde 89' Fiola |

| Karaiszkákisz Stadion, Pireusz Nézőszám: 9 000 Játékvezető: Ivan Bebek (horvát) Asszisztensek: Tomislav Petrović és Miro Grgić |

### Az összeállítások
| Csapatszínek | Csapatszínek | Csapatszínek |
| Csapatszínek |              |              |
| Csapatszínek |              |              |
|              |              |              |
| Görögország  |              |              |

| Csapatszínek | Csapatszínek | Csapatszínek |
| Csapatszínek |              |              |
| Csapatszínek |              |              |
|              |              |              |
| Magyarország |              |              |

Használt rövidítések (magyar rövidítés – angol rövidítés – poszt):
| - KA – GK – kapus - V – DF – hátvéd - S – SW – söprögető - JV – RB – jobb oldali védő - KV – CB – középső védő - BV – LB – bal oldali védő - JSZV – RWB – jobb szélső védő - BSZV – LWB – bal szélső védő | - KP – MF – középpályás - VKP – DM – védekező középpályás - BKP – LM – bal oldali középpályás - KKP – CM – középső középpályás - JKP – RM – jobb oldali középpályás | - JSZ – RW – jobb szélső - BSZ – LW – bal szélső - TKP – AM – támadó középpályás | - CS – ST, FW – csatár - JCS – RF – jobb oldali csatár - KCS – CF – középső csatár - BCS – LF – bal oldali csatár |

| GÖRÖGORSZÁG:    |    |                              |         |
|                 |    |                              |         |
| KA              | 1  | Orésztisz Karnézisz          |         |
| JV              | 2  | Szteliosz Kiciu              |         |
| KV              | 5  | Vangélisz Mórasz             | 44'     |
| KV              | 19 | Szokrátisz Papasztathópulosz | 64'     |
| BV              | 3  | Kósztasz Sztafilidisz        | 5' 35'  |
| TKP             | 22 | Andréasz Számarisz           |         |
| TKP             | 17 | Panajótisz Tahcídisz         | 57'     |
| BKP             | 18 | Petrosz Mantalosz            | 72'     |
| KKP             | 10 | Konsztandínosz Fortúnisz     |         |
| JKP             | 7  | Dimitrisz Pelkasz            |         |
| CS              | 9  | Kósztasz Mítroglu            | 79'     |
| Cserék:         |    |                              |         |
| KA              | 12 | Tórdur Thomsen               |         |
| KA              | 13 | Teitur Gestsson              |         |
| KP              | 6  | Aléxandrosz Dziólisz         |         |
| KP              | 8  | Panajótisz Koné              | 72' 86' |
| V               | 11 | Lukász Víntra                |         |
| V               | 14 | Adam-Krisztof Canetpoulosz   | 64'     |
| V               | 15 | Vaszílisz Toroszídisz        |         |
| CS              | 16 | Nikosz Karelisz              |         |
| V               | 20 | Joszíf Holévasz              | 35' 43' |
| KP              | 21 | Krisztosz Aravidisz          |         |
| CS              | 23 | Stefanosz Atanasziadisz      |         |
| Vezetőedző:     |    |                              |         |
| Kósztasz Canasz |    |                              |         |

| MAGYARORSZÁG: |    |                   |               |
|               |    |                   |               |
| KA            | 1  | Király Gábor      |               |
| JV            | 5  | Fiola Attila      | 89'           |
| KV            | 23 | Juhász Roland     | 36'           |
| KV            | 4  | Kádár Tamás       |               |
| BV            | 21 | Leandro           |               |
| JKP           | 14 | Lovrencsics Gergő | 26' 62'       |
| KP            | 6  | Elek Ákos         | 42'           |
| KP            | 10 | Gera Zoltán       | 71'           |
| JKP           | 7  | Dzsudzsák Balázs  | 71'           |
| BCS           | 13 | Böde Dániel       | 78'           |
| JCS           | 9  | Németh Krisztián  | 45+2' 55' 75' |
| Cserék:       |    |                   |               |
| KA            | 22 | Bogdán Ádám       |               |
| KA            | 12 | Dibusz Dénes      |               |
| V             | 2  | Lang Ádám         |               |
| V             | 3  | Vanczák Vilmos    |               |
| KP            | 8  | Tőzsér Dániel     |               |
| KP            | 11 | Kalmár Zsolt      | 71'           |
| V             | 15 | Osváth Attila     |               |
| KP            | 16 | Nagy Ádám         | 71'           |
| CS            | 17 | Nikolics Nemanja  | 62'           |
| KP            | 18 | Márkvárt Dávid    |               |
| CS            | 19 | Priskin Tamás     |               |
| V             | 20 | Guzmics Richárd   |               |
| Vezetőedző:   |    |                   |               |
| Bernd Storck  |    |                   |               |

Asszisztensek:

Tomislav Petrović (horvát) (partvonal)

Miro Grgić (horvát) (partvonal)

Domagoj Vučkov (horvát) (alapvonal)

Goran Gabrilo (horvát) (alapvonal)

Negyedik játékvezető:

Goran Pataki (horvát)